# Kangaslampi (Jyväskylä)
Kangaslampi är en sjö i Finland. Den ligger i kommunen Jyväskylä i landskapet Mellersta Finland, i den centrala delen av landet, 240 km norr om huvudstaden Helsingfors. Kangaslampi ligger 128,9 meter över havet. Den ligger vid sjön Kaakkolampi. I omgivningarna runt Kangaslampi växer i huvudsak barrskog. Den är 5,3 meter djup. Arean är 5,9 hektar och strandlinjen är 1,37 kilometer lång. Sjön  ingår i Kymmene älvs huvudavrinningsområde. 
I övrigt finns följande vid Kangaslampi:
- Kaakkolampi (en sjö)